# Doo Doo Doo Doo Doo (Heartbreaker)
Pour les articles homonymes, voir Heartbreaker.
Singles de The Rolling Stones
Angie
(1973) It's Only Rock 'n Roll (But I Like It)
(1974)
Pistes de Goats Head Soup
Coming Down Again Angie
Doo Doo Doo Doo Doo (Heartbreaker) est une chanson du groupe de rock britannique The Rolling Stones parue le 31 août 1973 sur l'album Goats Head Soup et en single aux Etats-Unis en décembre 1973.

## Enregistrement
Il a été enregistré pour la première fois entre novembre et décembre 1972, avant d'être réenregistré au début de l'été suivant. Jim Horn a arrangé les parties de cuivres de la chanson et joue du saxophone et Chuck Findley joue de la trompette. Mick Taylor a joué la partie de guitare principale (qui comprend une pédale wah-wah et un haut-parleur Leslie), Keith Richards a joué de la guitare rythmique et de la basse; Billy Preston a joué du clavinet (utilisant également une wah-wah pendant les refrains) et RMI Electra Piano,
.

## Parution et réception
La chanson sort en second single de Goats Head Soup en décembre 1973 seulement aux Etats-Unis avec la chanson Dancing with Mr. D en face B. Le single se classe à la 15e place, un succès moindre que le single Angie qui le précède et qui était arrivé en tête. La chanson est restée un incontournable des stations de radio rock aux Etats-Unis.
Cash Box l'a qualifié de "rock puissant pour propulser à nouveau les Stones au sommet des classements" qui est "rempli de cette sensualité vocale dure de Jagger et d'une ligne de basse très savoureuse".

## Analyse artistique
Écrite par Mick Jagger et Keith Richards, les paroles de la chanson correspondent à deux histoires : la première est basée sur une histoire vraie d'un garçon qui a été abattu par la police de New York pour l'avoir pris pour un voleur, et la seconde est celle d'une fillette de dix ans décédée dans la rue d'une overdose de drogue. Aucun de ces événements n'aient de liens entre eux, cependant, il est possible que Jagger ait incorporé dans les paroles certains éléments d'une fusillade policière qui s'est produite à cette époque.
En avril 1973, un garçon de dix ans nommé Clifford Glover était avec son père lorsque la police l'a tenu en joue sous la menace d'une arme dans le Queens à New York, les prenant prétendument pour des suspects de vol à main armée (selon des témoins, les voleurs étaient beaucoup plus grands que le garçon). Le garçon et son père ont couru, craignant d'être sur le point d'être volés. La police a s'est lancée à leur poursuite et l'un des policiers a tiré sur le garçon de 10 ans dans le dos, le tuant. La balle a pénétré dans le bas du dos de Glover et a émergé dans le haut de sa poitrine (c'est-à-dire à travers son cœur). L'incident a conduit à des émeutes et à une accusation de meurtre contre l'officier, qui a ensuite été acquitté lors d'un procès devant jury.
La cartouche .44 magnum avait récemment été rendue célèbre par le film L'Inspecteur Harry en 1971, dans lequel Harry Callahan (joué par Clint Eastwood) utilise "le pistolet le plus puissant du monde" pour débarrasser les rues du crime. Les paroles complètent la musique, que le magazine Rolling Stone a qualifié de "R&B urbain", en raison de son influence funk et de son rôle de clavinet proéminent (joué par Billy Preston).

## Personnel
Crédits :
- Mick Jagger: chant
- Keith Richards: basse, chœurs
- Mick Taylor:guitare électrique, chœurs
- Charlie Watts: batterie
- Ian Stewart: piano
- Jim Price: saxophone
- Chuck Findley: trompette
- Billy Preston: orgue, piano

## Classements
| Classements (1974)             | Meilleure position |
| ------------------------------ | ------------------ |
| États-Unis (Billboard Hot 100) | 15                 |
| Suède (Tio i Topp)             | 16                 |